# Алан Јустас
Алан Јустас (енгл. Robert Alan Eustace; Орландо, 19. децембар 1957) амерички је компјутерски стручњак, информатички публициста, бивши пилот и падобранац и незванични падобрански рекордер у скоковима из стратосфере. Запослен је у Гуглу од 2002.

## Живот и каријера
Рођен је 1957. као син инжењера запосленог у концерну „Мартин Маријета“ (Martin Marietta). Одрастао је у Пајн Хилсу, радничком предграђу Орланда на Флориди.
Године 1977. завршио је средњу школу Мејнард Еванс у Орланду. Након средње школе је добио стипендију којом је годину дана учествовао у дебатама, а затим се уписао на Технолошки универзитет „Флорида“ ( University of Central Florida).
Као студент универзитета на Флориди, Јустас је у слободно време продавао кокице и сладолед у Фантазиланду Волта Дизнија и повремено радио на изградњи пруге у забавном парку „Свет Волта Дизнија“. (Walt Disney World). Школовање је наставио на новооснованом одсеку за рачунарске науке. Стекао је три академска звања у области рачунарства, укључујући и докторат 1984.
Након дипломирања, краће је време радио на развојним пројектима у Силицијумској долини, а затим 15 година у истраживачкој лабораторији Хјулет-Пакарда на појектовању рачунара, вишејезгарних процесора, алгоритама софтвера и њиховој имплементацији у развоју интернета, итд.
Средином 90-их година 20. века са Amitabh Srivastava бавио се израдом алгоритама („атом“), спектралном анализом програма и архитектуром рачунарских алата. Развој ових алата имао је велики утицај на дизајн чипова ЕВ5, ЕВ6 и ЕВ7. Јустас је у овој фирми 1999. био именован за шефа лабораторије, у којој је остао три године.
Године 2002. Јустас се придружио Гуглу, на четврту годишњицу од његовог оснивања. У Гуглу, је прво радио као виши потпредседник инжињеринга, да би данас дошао на позицију старијег вице председника (енгл. Senior Vice President of Knowledge at Google). У Гуглу, Јустас је укључен и у већи број активности заједнице Гугл, као што су нпр. акције Second Harvest Food Bank и Anita Borg Scholarship Fund.
Као компјутерски научник Јустас је учествовао у стварању многих Гуглових производа, а лично је издао 9 научних публикација и заштитио код патентног завода 10 патената.
Ален Јустас преко 25 година пилотира млазним и турбомлазним авионима, а страствени је и падобранац.

## Падобрански скок из стратосфере
Након опсежних припрема које су трајале 35 месеци, Ален Јустас је 24. октобра 2014., скочио из стратосфере, са висине од 41.842 метара, и тако највероватније, постаће нови светски рекордер у скоковима из стратосфере (по објављивању званичних података о рекорду од стране ФАИ).
О том свом подвигу Јустас је по повратку на земљу изјавио:
| „ | Било је невероватно. Било је прелепо. Могао сам да видим сву таму свемира и слојеве атмосфере које нисам видео раније. Била је то заиста дивља вожња. | ” |

А све се одиграло у Новом Мексику, без икакве најаве и реклама, скоком у „потпуној тајности“, у оквиру пројекта који је Јустас сам финансирао и уз помоћ „„Paragon spejs developmenta““
Овим скоком из стратосфере са висине 41.842 метара (до које је успон специјалним балоном трајао 2 часа и 30 минута часа), и у коме је слободан пад трајао четири минута и 27 секунди, делом и брзином већом од 1.287 километара на час (брзина звука), Јустас је за 2.798 метара надмашио рекорд од 39.044 метара, који је 2012. године поставио Феликс Баумгартнер.
За разлику од Баумгартнера, који је до задате висине скока био у специјалној капсули, Јустас се попео до стратосфере, у специјално дизајнираном висинском оделу, са пратећом опремом за заштиту тела од неповољних утицаја висине и брзине током слободног пада, закачен директно за метеоролошки балона пуњен хелијумом.
Занимљиво је да се Јустас пре слободног пада ослободио балона помоћу малог експлозивног уређаја, и тако одвојен од њега брзином звука „полетео“ ка земљи. Према изјавама посматрача са земље када је током убрзања Јустасово тело достигло брзину већу од звука: чуо се прасак у тренутку када је пробио звучни зид.
|                                                   |                                             |
| Балон коришћен у пројекту сличан је овом из 1998. | Услови у атмосфери (km) и досадашњи рекорди |

### Резултати Јустасовог пројекта
У оквиру пројекта Алан Јустас је скоком из стратосфере највероватније оборио три светска рекорда Феликса Баумгартнера из 2012.
1. Пробио границу брзине звука (која износи 1.224 km/h), слободним падом (у току слободног пада Јустасово тело, достигло је брзину од 1.321 km/h (821 mph) или 1,23 М.[12] (Баумгартнер — 377,1 m/sec или 1.357,6 km/h (843,6 mph) или 1,25 М).[9]
2. Остварио највиши лет балоном, којим је управљао човек: 41.420 m (135.890 ft).[12] (Баумгартнер 39.045 m (128.100 ft).[9]
3. Савладао највишу висуну слободним падом тела изнад земљине површине:37.617 m (123.415 ft)[12] (Баумгартнер 36.402,6 m (119.431 ft)).[9]
4. Укупно трајање слободног пада до отвараља кочећег и стабилизирајућег падобрана било је 4 мин 27 сек.[12] (Баумгартнер — 4 мин 20 сек).[9][13][14][15][16]
5. Укупно трајање скока (до контакта са земљом) било је:
—14 мин 19 сек.[12] (Баумгартнер— 9 мин 9 сек).[14]